# Torneio de Verão de Ciclismo de 2013
O Torneio de Verão de Ciclismo de 2013 foi a 27ª edição da competição ciclística profissional por etapas realizada no estado de São Paulo, disputado de 31 de janeiro a 3 de fevereiro de 2013. A competição teve 4 etapas em 4 cidades da Baixada Santista. Entretanto, somente 3 delas foram válidas para a competição, já que, em decisão conjunta dos atletas, a 3ª etapa não valeu pontos pois os ciclistas consideraram o percurso muito curto para pontuar. As etapas foram disputadas em pequenos circuitos nas cidades, sem quilômetragem definida - a duração de cada etapa era de 100 minutos mais 2 voltas. A competição foi um evento de classe 2 no Calendário Brasileiro de Ciclismo.
O vencedor geral foi Kléber Ramos (Clube DataRo de Ciclismo), com 29 pontos. O ciclista, que já havia vencido o Torneio de Verão em 2010, tornou-se líder logo no começo, vencendo a primeira etapa. No dia seguinte, a liderança passou para as mãos de João Marcelo Gaspar (Ironage - Sorocaba), que terminou em 2º nos dois primeiros dias - Ramos foi o 4º colocado na segunda etapa. A classificação geral manteve-se a mesma após os pontos da terceira etapa não serem distribuídos, e a decisão veio para o último dia, onde Michel Fernández García (São Francisco Saúde - Ribeirão Preto) conquistou sua segunda vitória de etapa, e Kléber Ramos conquistou a vitória geral, sendo o 2º lugar na etapa. João Marcelo Gaspar foi o 6º, e terminou na 2ª colocação da classificação geral, seguido por Michel Fernández.

## Classificação e Bonificações
Diferentemente da maioria das outras provas por etapas do ciclismo de estrada, a classificação geral do Torneio de Verão não é decidida pela soma dos tempos de cada etapa, mas sim pelos pontos que os ciclistas conquistam sendo os primeiros colocados no final de cada etapa. Quem conquistar mais pontos na soma de todas as etapas é o campeão da prova. Durante as etapas, o líder da prova utiliza a camisa amarela de líder. Na edição de 2013, a pontuação em cada etapa foi distribuída da seguinte forma:
| Colocação | Pontuação |
| --------- | --------- |
| 1º        | 12        |
| 2º        | 10        |
| 3º        | 8         |
| 4º        | 7         |
| 5º        | 6         |
| 6º        | 5         |
| 7º        | 4         |
| 8º        | 3         |
| 9º        | 2         |
| 10º       | 1         |

## Etapas
Inicialmente, as duas primeiras etapas da prova estavam programadas para ocorrer em Praia Grande, mas a Liga Santista de Ciclismo alegou falta de tempo para que alguns itens necessários para a organização da prova fossem cumpridos, e as etapas foram transferidas para outras cidades.
| Etapa | Trajeto                  | Distância | Data        | Vencedor                |
| ----- | ------------------------ | --------- | ----------- | ----------------------- |
| 1     | Guarujá - Av. Dom Pedro  | 60,9 km   | 31 Janeiro  | Kléber Ramos            |
| 2     | Peruíbe - Av. da Praia   | 57 km     | 1 Fevereiro | Michel Fernández García |
| 3     | Itanhaém - Centro        | -         | 2 Fevereiro | Etapa sem vencedor      |
| 4     | Santos - Av. Mario Covas | 87,5 km   | 3 Fevereiro | Michel Fernández García |

## Equipes
Na categoria elite masculino, a competição reuniu mais de 20 equipes, em um total de 82 atletas. Entretanto, vários atletas competiram avulsos ou representando suas equipes sozinhos. Oito equipes participaram na competição com 6 ou mais atletas:
 GRCE Memorial - Prefeitura de Santos
 Clube DataRo de Ciclismo - Foz do Iguaçu
 FW Engenharia - Niterói - Amazonas Bike
 São Francisco Saúde - Powerade - SME Ribeirão Preto
 Ironage - Colner - Sorocaba
 São Caetano do Sul - VZAN - DKS Bike - Maxxis
 Suzano - DSW Automotive
 UAC - São Lucas Saúde - Giant - Americana

## Resultados

### Etapa 1:Guarujá
Foi realizada quinta-feira, 31 de janeiro de 2013, na Avenida Dom Pedro I. Os ciclistas percorreram 42 voltas no circuito de 1.450 metros, totalizando 60,9 quilômetros de prova. Como esperado, a decisão da etapa veio no sprint final, onde Kléber Ramos, vencedor do Torneio de Verão em 2010, foi o mais rápido, vencendo a etapa com o tempo de 1h 27' 18" e tornando-se o primeiro líder da prova em 2013.
|   | País   | Ciclista               | Equipe                               | Tempo      |
| - | ------ | ---------------------- | ------------------------------------ | ---------- |
| 1 | Brasil | Kléber Ramos           | Clube DataRo de Ciclismo             | 1h 27' 18" |
| 2 | Brasil | João Marcelo Gaspar    | Ironage - Sorocaba                   | m.t.       |
| 3 | Brasil | Rodrigo Araújo de Melo | Clube DataRo de Ciclismo             | m.t.       |
| 4 | Brasil | Daniel Rogelin         | São Francisco Saúde - Ribeirão Preto | m.t.       |
| 5 | Brasil | Armando Camargo        | GRCE Memorial - Prefeitura de Santos | m.t.       |

|   | País   | Ciclista               | Equipe                               | Pontuação |
| - | ------ | ---------------------- | ------------------------------------ | --------- |
| 1 | Brasil | Kléber Ramos           | Clube DataRo de Ciclismo             | 12 pts    |
| 2 | Brasil | João Marcelo Gaspar    | Ironage - Sorocaba                   | 10 pts    |
| 3 | Brasil | Rodrigo Araújo de Melo | Clube DataRo de Ciclismo             | 8 pts     |
| 4 | Brasil | Daniel Rogelin         | São Francisco Saúde - Ribeirão Preto | 7 pts     |
| 5 | Brasil | Armando Camargo        | GRCE Memorial - Prefeitura de Santos | 6 pts     |

### Etapa 2:Peruíbe
Realizada sexta-feira, 1 de fevereiro de 2013, na Avenida da Praia. Após 57 quilômetros de prova, a decisão novamente veio para o sprint, com o cubano Michel Fernández García sendo o mais rápido e garantindo a vitória da etapa. João Marcelo Gaspar repetiu a segunda colocação da 1ª etapa, e como o então líder Kléber Ramos somente chegou em 4º, assumiu a liderança da competição com 20 pontos, um a mais que Ramos.
|   | País   | Ciclista                | Equipe                               | Tempo      |
| - | ------ | ----------------------- | ------------------------------------ | ---------- |
| 1 | Cuba   | Michel Fernández García | São Francisco Saúde - Ribeirão Preto | 1h 23' 19" |
| 2 | Brasil | João Marcelo Gaspar     | Ironage - Sorocaba                   | m.t.       |
| 3 | Brasil | Daniel Rogelin          | São Francisco Saúde - Ribeirão Preto | m.t.       |
| 4 | Brasil | Kléber Ramos            | Clube DataRo de Ciclismo             | m.t.       |
| 5 | Brasil | Armando Camargo         | GRCE Memorial - Prefeitura de Santos | m.t.       |

|   | País   | Ciclista                | Equipe                               | Pontuação |
| - | ------ | ----------------------- | ------------------------------------ | --------- |
| 1 | Brasil | João Marcelo Gaspar     | Ironage - Sorocaba                   | 20 pts    |
| 2 | Brasil | Kléber Ramos            | Clube DataRo de Ciclismo             | 19 pts    |
| 3 | Brasil | Daniel Rogelin          | São Francisco Saúde - Ribeirão Preto | 15 pts    |
| 4 | Cuba   | Michel Fernández García | São Francisco Saúde - Ribeirão Preto | 12 pts    |
| 5 | Brasil | Armando Camargo         | GRCE Memorial - Prefeitura de Santos | 12 pts    |

### Etapa 3:Itanhaém
A terceira etapa da prova foi realizada sábado, 2 de fevereiro de 2013, no centro de Itanhaém. Por decisão conjunta dos atletas, a etapa não valeu pontos na categoria elite masculina, pois os ciclistas consideraram o percurso muito curto para haver pontuação. Com isso, a classificação geral manteve-se a mesma.
| Classificação Geral após Etapa 3 \| \| País \| Ciclista \| Equipe \| Pontuação \| \| - \| ---- \| ----------------------- \| ------------------------------------ \| --------- \| \| 1 \| \| João Marcelo Gaspar \| Ironage - Sorocaba \| 20 pts \| \| 2 \| \| Kléber Ramos \| Clube DataRo de Ciclismo \| 19 pts \| \| 3 \| \| Daniel Rogelin \| São Francisco Saúde - Ribeirão Preto \| 15 pts \| \| 4 \| \| Michel Fernández García \| São Francisco Saúde - Ribeirão Preto \| 12 pts \| \| 5 \| \| Armando Camargo \| GRCE Memorial - Prefeitura de Santos \| 12 pts \| |        |                         |                                      |           |
| | País   | Ciclista                | Equipe                               | Pontuação |
| 1 | Brasil | João Marcelo Gaspar     | Ironage - Sorocaba                   | 20 pts    |
| 2 | Brasil | Kléber Ramos            | Clube DataRo de Ciclismo             | 19 pts    |
| 3 | Brasil | Daniel Rogelin          | São Francisco Saúde - Ribeirão Preto | 15 pts    |
| 4 | Cuba   | Michel Fernández García | São Francisco Saúde - Ribeirão Preto | 12 pts    |
| 5 | Brasil | Armando Camargo         | GRCE Memorial - Prefeitura de Santos | 12 pts    |

### Etapa 4:Santos
A quarta e última etapa da prova em 2013 foi realizada domingo, 3 de fevereiro de 2013, em um circuito de 2.650 metros na Avenida Mario Covas. Após 33 voltas completadas no circuito, o que fez da última a mais longa etapa da prova, com 87,45 quilômetros disputados, a vitória, mais uma vez, foi decidida no sprint. Michel Fernández García garantiu sua segunda vitória de etapa na competição, à frente do vice-líder Kléber Ramos e de Daniel Rogelin. Como o líder até então, João Marcelo Gaspar, chegou somente na 6ª colocação, o resultado deu a vitória geral para Ramos, que tornou-se bicampeão da prova (ele já havia vencido em 2010). Apesar de não ter pontuado na primeira etapa, as duas vitórias deram a Michel Fernández a 3ª colocação geral, um ponto atrás de Gaspar.
| Resultado Etapa 4 \| \| País \| Ciclista \| Equipe \| Tempo \| \| - \| ---- \| ----------------------- \| ------------------------------------ \| ---------- \| \| 1 \| \| Michel Fernández García \| São Francisco Saúde - Ribeirão Preto \| 2h 01' 20" \| \| 2 \| \| Kléber Ramos \| Clube DataRo de Ciclismo \| m.t. \| \| 3 \| \| Daniel Rogelin \| São Francisco Saúde - Ribeirão Preto \| m.t. \| \| 4 \| \| Geovane Andriato \| GRCE Memorial - Prefeitura de Santos \| m.t. \| \| 5 \| \| Armando Camargo \| GRCE Memorial - Prefeitura de Santos \| m.t. \| |        |                         |                                      |            |
| | País   | Ciclista                | Equipe                               | Tempo      |
| 1 | Cuba   | Michel Fernández García | São Francisco Saúde - Ribeirão Preto | 2h 01' 20" |
| 2 | Brasil | Kléber Ramos            | Clube DataRo de Ciclismo             | m.t.       |
| 3 | Brasil | Daniel Rogelin          | São Francisco Saúde - Ribeirão Preto | m.t.       |
| 4 | Brasil | Geovane Andriato        | GRCE Memorial - Prefeitura de Santos | m.t.       |
| 5 | Brasil | Armando Camargo         | GRCE Memorial - Prefeitura de Santos | m.t.       |

## Resultados Finais
| Classificação Geral após Etapa 4 (Resultado final) \| \| País \| Ciclista \| Equipe \| Tempo \| \| -- \| ---- \| ----------------------- \| --------------------------------------- \| ------ \| \| 1 \| \| Kléber Ramos \| Clube DataRo de Ciclismo \| 29 pts \| \| 2 \| \| João Marcelo Gaspar \| Ironage - Sorocaba \| 25 pts \| \| 3 \| \| Michel Fernández García \| São Francisco Saúde - Ribeirão Preto \| 24 pts \| \| 4 \| \| Daniel Rogelin \| São Francisco Saúde - Ribeirão Preto \| 23 pts \| \| 5 \| \| Armando Camargo \| GRCE Memorial - Prefeitura de Santos \| 18 pts \| \| 6 \| \| Geovane Andriato \| GRCE Memorial - Prefeitura de Santos \| 12 pts \| \| 7 \| \| Rodrigo Araújo de Melo \| Clube DataRo de Ciclismo \| 12 pts \| \| 8 \| \| Luiz Alberto Ortiz \| Suzano - DSW Automotive \| 9 pts \| \| 9 \| \| Joel Candido Prado \| Avulso \| 7 pts \| \| 10 \| \| Fabiano Mota \| FW Engenharia - Niterói - Amazonas Bike \| 5 pts \| |        |                         |                                         |        |
| | País   | Ciclista                | Equipe                                  | Tempo  |
| 1 | Brasil | Kléber Ramos            | Clube DataRo de Ciclismo                | 29 pts |
| 2 | Brasil | João Marcelo Gaspar     | Ironage - Sorocaba                      | 25 pts |
| 3 | Cuba   | Michel Fernández García | São Francisco Saúde - Ribeirão Preto    | 24 pts |
| 4 | Brasil | Daniel Rogelin          | São Francisco Saúde - Ribeirão Preto    | 23 pts |
| 5 | Brasil | Armando Camargo         | GRCE Memorial - Prefeitura de Santos    | 18 pts |
| 6 | Brasil | Geovane Andriato        | GRCE Memorial - Prefeitura de Santos    | 12 pts |
| 7 | Brasil | Rodrigo Araújo de Melo  | Clube DataRo de Ciclismo                | 12 pts |
| 8 | Brasil | Luiz Alberto Ortiz      | Suzano - DSW Automotive                 | 9 pts  |
| 9 | Brasil | Joel Candido Prado      | Avulso                                  | 7 pts  |
| 10 | Brasil | Fabiano Mota            | FW Engenharia - Niterói - Amazonas Bike | 5 pts  |

## Evolução dos Líderes
| Etapa | Vencedor                | Classificação Geral |
| 1     | Kléber Ramos            | Kléber Ramos        |
| 2     | Michel Fernández García | João Marcelo Gaspar |
| 3     | Etapa sem vencedor      | João Marcelo Gaspar |
| 4     | Michel Fernández García | Kléber Ramos        |
| Final | Final                   | Kléber Ramos        |